# Thranius rufescens
Thranius rufescens es una especie de escarabajo longicornio del género Thranius, tribu Thraniini, subfamilia Cerambycinae. Fue descrita científicamente por Bates en 1884.

## Descripción
Mide 14 milímetros de longitud.

## Distribución
Se distribuye por Japón.